# Fingals grotta
Fingals grotta är en grotta på den lilla ön Staffa, väst om Isle of Mull på Skottlands västra kust.
Hela ön består av basalt, förklyftad i lodräta pelare, täckt av en mera kompakt och sammanhängande bergart. Grottan har bildats genom att basaltpelarna brutits av och deras rester förts bort av vågorna. Taket i grottan bildas av de avbrutna övre delarna av basaltpelarna. Grottans mynning är nära 35 meter hög och 15 meter bred, och sträcker sig 89 meter in i berget. Botten av grottan ligger ännu vid ebbtid under havsytan. I lugnt väder kan man med båt komma in i grottan.
Terrängen runt Fingals Cave är platt åt nordväst, men österut är den kuperad.
Klimatet i området är tempererat. Årsmedeltemperaturen i trakten är 5 °C. Den varmaste månaden är juli, då medeltemperaturen är 12 °C, och den kallaste är mars, med 4 °C.